# Halte du Tôt
La halte du Tôt était une halte ferroviaire française de la ligne de Carentan à Carteret, située sur le territoire de la commune de Barneville-sur-Mer, dans le département de la Manche en région Normandie. 
Elle est mise en service en 1897 par la Compagnie des chemins de fer de l'Ouest. La voie ferrée est toujours présente sur la commune, elle est utilisée par le Train touristique du Cotentin qui organise un arrêt au village du Tôt près du lavoir dit de la mère Denis durant ses circulations.

## Situation ferroviaire
Établie à 5 m d'altitude, la halte du Tôt était située au point kilométrique (PK) 354,300 de la ligne de Carentan à Carteret, entre les gares de Barneville et de Carteret. 

## Histoire
La maison du garde-barrière est à 100 mètres environ du village du Tôt. La Mère Denis y a vécu et fut elle aussi garde-barrière avant d'être la fameuse lavandière populaire qu'elle est devenue par la suite.
Le 27 mai 1979 la Société nationale des chemins de fer français (SNCF) met fin au trafic ferroviaire sur le tronçon de La Haye-du-Puits à Carteret.
Le 23 juin 1990 réouverture par le Train touristique du Cotentin de la voie ferrée entre Port-Bail et Carteret. La halte n'est pas remise en service, mais un arrêt est systématiquement prévu lors du passage à sa hauteur afin de permettre aux voyageurs de se rendre sur le lavoir de la Mère Denis.
Le 6 août 2010, le conseil municipal émet un vote favorable à la proposition du Conseil Général concernant une convention pour la voie ferrée et ses emprises entre Portbail et Barneville-Carteret. Il se prononce pour une solution permettant au Train touristique du Cotentin d'en poursuivre l'exploitation.
Aujourd'hui la halte est réaménagée en maison habitation privée et appartient à un particulier.

## Service train touristique
L'Association du tourisme et chemin de fer de la Manche (ATCM) prévoit dans ses horaires un arrêt du Train touristique du Cotentin. 